# Миресси, Алессандро
Алессандро Миресси (итал. Alessandro Miressi; род. 2 октября 1998, Турин) — итальянский пловец, трёхкратный призёр Олимпийских игр в эстафетах, чемпион мира и 6-кратный чемпион мира на короткой воде, трёхкратный чемпион Европы.

## Карьера
На чемпионате Европы по плаванию в 2018 году в Глазго участвовал в мужском эстафете 4×100 метров в составе команды Италии и завоевал серебряную медаль.
На следующий день, 5 августа, стал чемпионом Европы на 100-метровой дистанции вольным стилем. Он пятый итальянец в истории плавания, победивший в этой дисциплине.
В мае 2021 года на чемпионате Европы в Будапеште в составе эстафетной четвёрки Италии на дистанции 4 по 100 метров завоевал бронзовую медаль. На дистанции 100 метров вольным стилем завоевал серебряную медаль, проплыв в финальном заплыве за 47,45 секунды. В смешанной эстафете 4 по 100 вольным стилем завоевал бронзовую медаль.
На Олимпийских играх в Токио завоевал серебро в эстафете 4×100 метров вольным стилем и бронзу в комбинированной эстафете 4×100 метров.
На Олимпийских играх 2024 года в Париже завоевал бронзу в эстафете 4×100 метров вольным стилем. В финале Миресси плыл на первом этапе.